# Andrés Esteban Gómez
Andrés Esteban Gómez (Alustante, Guadalajara, 10 de noviembre de 1766 - Jaén, 17 de junio de 1831) religioso español, canónigo de Sigüenza, visitador general del obispado. Rector de la Universidad de Sigüenza, diputado por Guadalajara en las Cortes de Cádiz, obispo de Ceuta y de Jaén. 

## Biografía
Hijo de Pedro Esteban García (boticario) y de María Gómez, ambos vecinos y naturales de Alustante. Fue bautizado el 15 de noviembre en la iglesia parroquial por el párroco Gil de la Hoz Marz.
Estudiante de filosofía y teología en Sigüenza, rector de la Universidad de San Antonio, prebendado como medio racionero en el cabildo, y a partir de 1799 canónigo y visitador general del obispado, censor y calificador de libros del Santo Oficio. Secretario de la Junta de Defensa de Guadalajara (1809-1810), diputado por Guadalajara en las Cortes de Cádiz. A partir de 1812, redactor del periódico El Procurador General de la Nación y del Rey. A la llegada de Fernando VII lo propone para el obispado de Ceuta y luego nombrado obispo de Jaén. Su expediente de limpieza de sangre no se conservó en el archivo de la catedral de Sigüenza, debido a que algunos libros conservan agujeros de balas incrustadas, puesto que utilizaron los libros como parapetos en la guerra de 1936.